# Мессемакер, Кристиан
Кристиан Мессемакер (нидерл. Christiaan Messemaker; 24 мая 1821 — 16 ноября 1905) — голландский шахматист.
Двукратный неофициальный чемпион Нидерландов (1882 и 1884 гг.).
Основатель одного из первых шахматных клубов в Нидерландах («Messemaker 1847» в Гауде). Интересна история названия клуба. Мессемакер основал шахматно-шашечный клуб «Vriendentrouw» в 1850 г. В 1886 г. клуб получил имя основателя. В 1897 г., когда Н. ван Леннеп составлял реестр шахматных клубов Нидерландов, Мессемакер сообщил ему неправильную дату основания. В 1993 г. к названию клуба был добавлен год, указанный Мессемакером как дата его основания.

## Семья
Родился в семье Якобуса Мессемакера и Марии Принс. Отец умер в 1835 г., через год мать вышла замуж за табачника Йосуву ван дер Звалма. Мессемакер унаследовал бизнес отчима. В 1843 г. он женился на Иде Алиде Велтер.

## Спортивные результаты
| Год  | Город     | Соревнование                                   | + | − | = | Результат | Место |
| ---- | --------- | ---------------------------------------------- | - | - | - | --------- | ----- |
| 1851 | Амстердам | Турнир голландских шахматистов                 |   |   |   |           |       |
| 1858 | Неймеген  | Национальный турнир                            |   |   |   |           | 2     |
| 1861 | Роттердам | Серия показательных партий с А. Андерсеном     |   |   |   |           |       |
| 1880 | Гауда     | 8-й турнир Нидерландской шахматной ассоциации  |   |   |   |           | [ 4 ] |
| 1882 | Гаага     | 10-й турнир Нидерландской шахматной ассоциации | 8 | 0 | 1 | 8½ из 9   | 1     |
| 1884 | Гауда     | 12-й турнир Нидерландской шахматной ассоциации | 8 | 2 | 0 | 8 из 10   | 1     |
| 1885 | Гаага     | 13-й турнир Нидерландской шахматной ассоциации |   |   |   |           | [ 6 ] |
| 1886 | Утрехт    | 14-й турнир Нидерландской шахматной ассоциации | 2 | 2 | 2 | 3 из 6    | 4     |
| 1887 | Амстердам | 15-й турнир Нидерландской шахматной ассоциации | 3 | 4 | 2 | 4 из 9    | 6—7   |
| 1890 | Гаага     | 18-й турнир Нидерландской шахматной ассоциации | 2 | 6 | 2 | 3 из 10   | 5—6   |